# Liliales
Ordre
Classification APG III (2009)
L'ordre des Liliales regroupe des plantes monocotylédones.

## Description
Ce groupe originaire de l'hémisphère nord se compose principalement de plantes herbacées vivaces, géophytes pourvues d'un rhizome adapté aux habitats ombragés sous couvert forestier ou d'un bulbe adapté aux habitats ouverts et aux saisons courtes de croissance. Ces organes de réserves produisent des pousses aériennes annuelles à développement rapide et qui persistent pendant la saison défavorable sous terre. Les tiges à ramification habituellement sympodique portent des feuilles étroites plus ou moins linéaires lancéolées, à nervation parallèle (milieux ouverts), ou larges à nervation réticulée (habitats ombragés). Le syndrome floral est caractérisé chez les Liliales par des fleurs qui émettent des signaux visuels (formes et couleurs vives des fleurs larges en milieux ouverts) et olfactifs (odeurs, parfums des petites fleurs en milieux forestiers) forts pour attirer les pollinisateurs. Les fruits sont des baies chez les espèces endozoochores des milieux ombragés ou des capsules à graines ailées ou plumeuses chez les espèces anémochores, ce qui leur confère un potentiel d'invasion élevé vers les milieux ouverts. Les trois principaux caractères synapomorphiques sont la présence de nectaires principalement à la base des tépales ou des filets des étamines, les anthères extrorses et la présence fréquente de taches dans les tépales, qui sont généralement grands. Les caractères plésiomorphes principaux sont la présence d'un rhizome, de larges feuilles à nervation réticulée, de petites fleurs et des baies (caractères typiques d'un milieu fermé, ombragé, leur persistance étant probablement liés non pas à des contraintes phylogénétiques mais à un conservatisme de niche), un tégument séminal bien développé qui a une structure cellulaire et n'a pas de phytomélanine.

## Classification
En classification phylogénétique APG III (2009), la composition est :
- famille des Alstroemeriaceae (incluant Luzuriagaceae)
- famille des Campynemataceae
- famille des Colchicaceae
- famille des Corsiaceae
- famille des Liliaceae
- famille des Melanthiaceae
- famille des Petermanniaceae
- famille des Philesiaceae
- famille des Ripogonaceae
- famille des Smilacaceae

En classification phylogénétique APG II (2003), l'ordre des Liliales comprenait :
- famille des Alstroemeriaceae
- famille des Campynemataceae
- famille des Colchicaceae (famille du colchique)
- famille des Corsiaceae
- famille des Liliaceae
- famille des Luzuriagaceae
- famille des Melanthiaceae (incl. Trilliaceae)
- famille des Philesiaceae
- famille des Ripogonaceae
- famille des Smilacaceae

En classification classique de Cronquist (1981), il comprenait 15 familles :
- Agavacées (famille de l'agave et du yucca)
- Aloéacées (famille de l'aloes)
- Amaryllidacées (famille de l'amaryllis)
- Cyanastracées
- Dracaenacées (famille du dracaena)
- Dioscoréacées (famille du tamier)
- Haémodoracées
- Hanguanacées
- Iridacées (famille de l'iris et du crocus)
- Liliacées (incl. Alliacées. Famille des plantes à fleurs bien connues comme le muguet de mai, la jacinthe véritable, les narcisses, le lys, etc.)
- Philydracées
- Pontédériacées (famille de la jacinthe d'eau)
- Smilacacées (famille de la salsepareille)
- Stémonacées
- Taccacées
- Velloziacées
- Xanthorrhoéacées